# Tamas Giorgadse
Tamas Giorgadse (georgisch თამაზ გიორგაძე; * 9. November 1947 in Tbilissi, Georgische SSR, UdSSR) ist ein georgischer, früher sowjetischer, Schachspieler.
Tamas Giorgadse gewann mit der sowjetischen Mannschaft 1968 und 1969 die Studentenweltmeisterschaft. Bei der 46. UdSSR-Meisterschaft in Tiflis belegte er den 4. Rang. Im Jahr 1975 verlieh ihm die FIDE den Titel Internationaler Meister, 1977 dann den Großmeistertitel. 2004 erhielt er zusätzlich den Titel FIDE Senior Trainer.
Giorgadse wird bei der FIDE als inaktiv geführt, da er seit dem Rr 29-BSCA Cup im November 2002 in Tiflis keine gewertete Partie mehr gespielt hat.

## Turniererfolge
- Decin 1975: 2./3. Platz
- Tiflis 1977: 1./2. Platz mit Cholmow
- Dortmunder Schachtage 1979: 1. Platz[2]
- Hannover 1983: 2. Platz hinter Karpow[3]
- Costa del Sol 1986: 1. Platz
- Salamanca 1989: 1.–3. Platz